# Хальмеръя
Хальмеръя — река в России, протекает в округе Вуктыл Республики Коми. Устье реки находится в 220 км по левому берегу реки Щугор. Длина реки составляет 12 км.
Река начинается на леднике к северо-востоку от вершины Хальмерсале (1285,5 м НУМ) на Северном Урале. Река течёт на восток, петляя среди холмов. Всё течение проходит по ненаселённой холмистой тайге, характер течения — горный. Ширина в нижнем течении около 10 метров. Принимает несколько безымянных притоков, стекающих с окружающих гор.

## Данные водного реестра
По данным государственного водного реестра России относится к Двинско-Печорскому бассейновому округу, водохозяйственный участок реки — Печора от водомерного поста у посёлка Шердино до впадения реки Уса, речной подбассейн реки — бассейны притоков Печоры до впадения Усы. Речной бассейн реки — Печора.
По данным геоинформационной системы водохозяйственного районирования территории РФ, подготовленной Федеральным агентством водных ресурсов:
- Код водного объекта в государственном водном реестре — 03050100212103000062149
- Код по гидрологической изученности (ГИ) — 103006214
- Код бассейна — 03.05.01.002
- Номер тома по ГИ — 03
- Выпуск по ГИ — 0